# Корн-дог

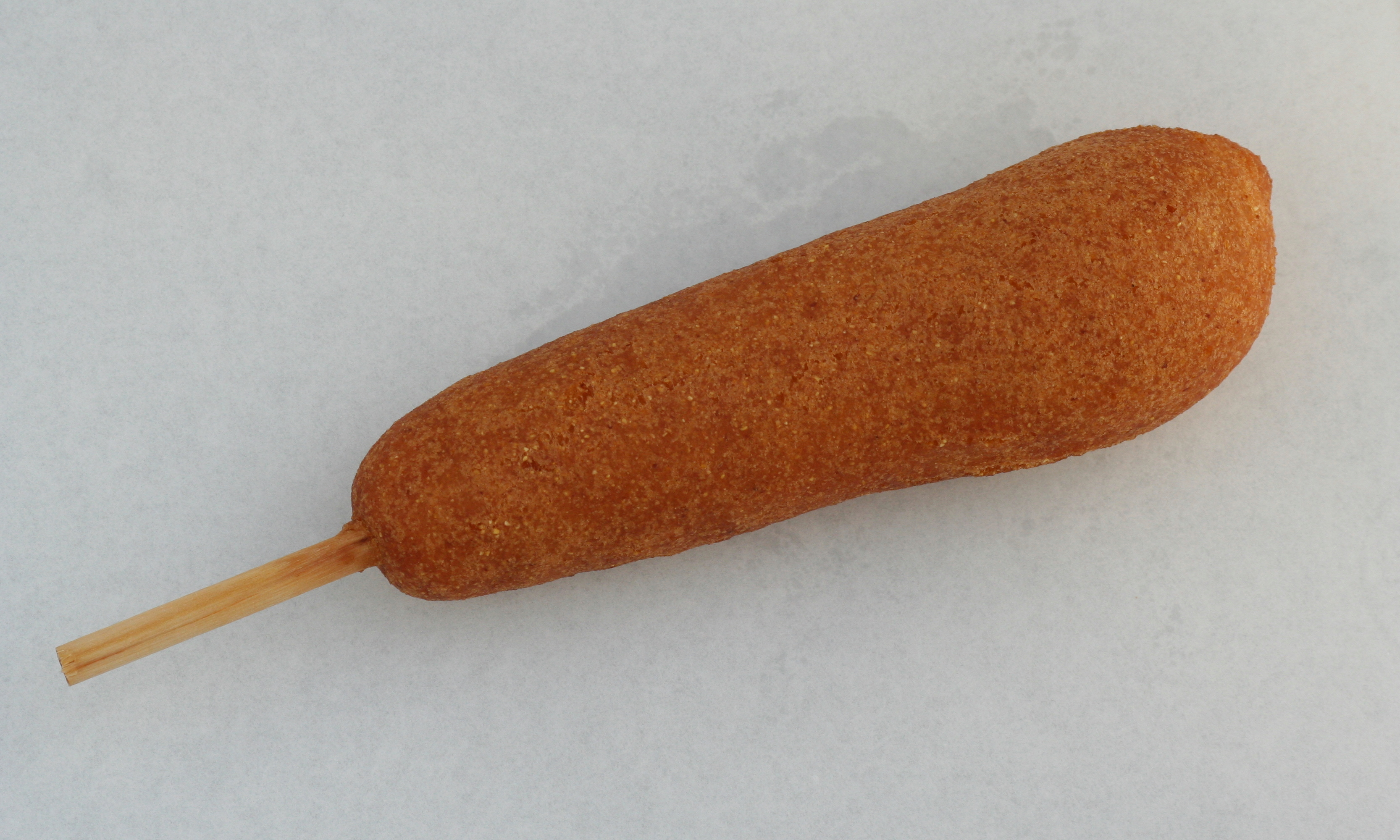

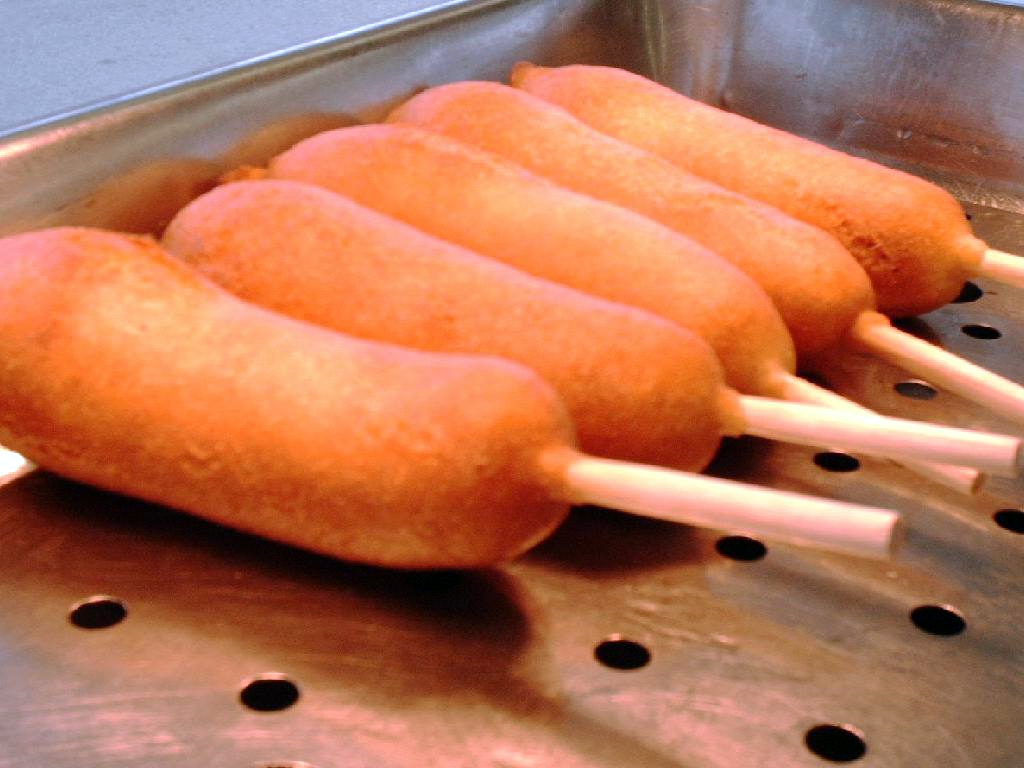

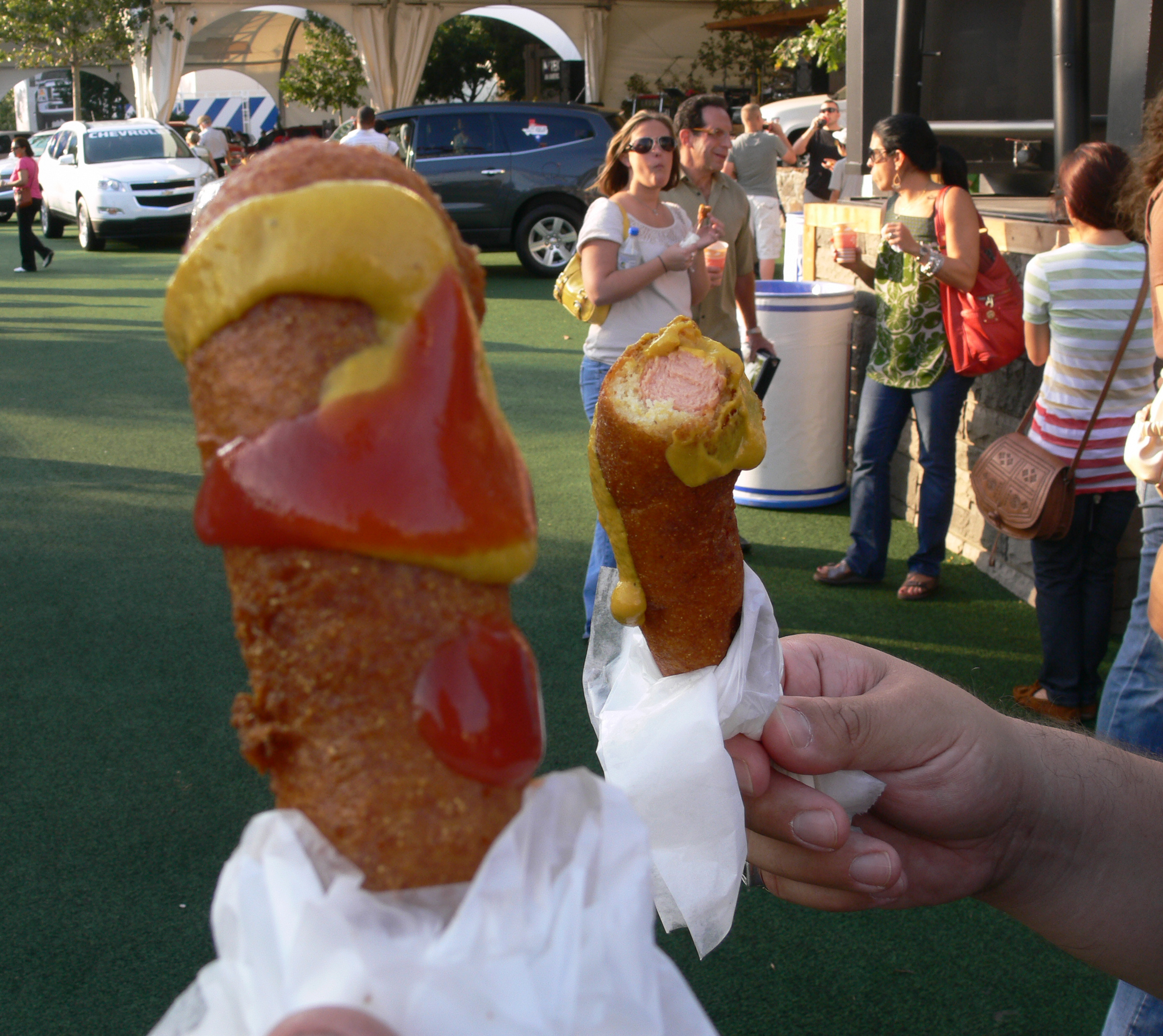
Корн-доги на ярмарку в Техасі в 2008 році

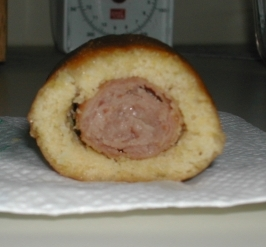
Корн-дог (поперечний переріз)

Корн-дог (англ. corn dog — букв. «Кукурудзяна собака») — сосиска, яка покривається товстим шаром тіста з кукурудзяного борошна і смажиться в гарячій олії. Корн-дог — це різновид сосиски в тісті або хот-дога. Майже завжди подається на дерев'яній паличці, хоча деякі ранні версії не мали паличок.

## Історія
Існує деякі розбіжності щодо точного походження корн-дога, в якомусь сенсі він з'явився в США в 1920-х роках, і був популяризований на національному рівні в 1940 році. Патент США спрямований в 1927, підтверджений в 1929, що захищає процес приготування, описував корн-дог, зокрема, як обсмажену їжу на паличці.
У книзі 300 Years of Kitchen Collectibles, автор Лінда Франклін Кемпбелл стверджує, що перша машина для корн-догів (Krusty Korn Dog baker) з'явилася в 1929 році в оптовому каталозі готельного та ресторанного харчування. Корн-доги були запечені в кукурудзяному тісті і були схожі на колосся при приготуванні.
Стаття в The New York Times, що посилається на «корн-дог» написана ще в 1947 році.
Ряд поточних постачальників корн-догів претендують на те, що саме їм належить винахід та/або популяризація корн-догів.

## Приготування
Корн-доги часто виступають як вуличні їжі або фаст-фуд. Деякі постачальники або ресторатори обсмажують корн-доги безпосередньо перед подачею на стіл.
Корн-доги також можна знайти практично в будь-якому супермаркеті в Північній Америці як заморожені продукти, які потрібно тільки розігріти. Деякі постачальники корн-догів продають ці готові заморожені корн-доги, попередньо розморозивши та обсмаживши до коричневого кольору в духовці. Готові заморожені корн-доги можуть бути приготовані в мікрохвильовій печі, але кукурудзяне покриття не буде красивим.
Корн-доги можна їсти просто так чи з різними приправами, наприклад з кетчупом, гірчицею і майонезом.

## Види
Версія для сніданку складається з сосисок у фритюрі в млинцях.
В Аргентині вони називаються Panchukers і продаються в основному біля вокзалів, а також досить популярні в центральній частині країни. Вони часто продаються на вулицях, і можуть містити сир. Подаються з великою кількістю соусів.
В Австралії, корн-дог відомий як Dagwood Dog, Pluto Pup або Dippy Dog, залежно від регіону.

## Щорічні свята
Американці святкують Національний День корн-дога в першу суботу березня кожного року.